# Campephilus pollens
Campephilus pollens là một loài chim trong họ Picidae.